# カワイ (医薬品卸)
カワイ株式会社は、かつて長野県長野市稲葉917に本社を置き、主に医薬品・医療機器の卸売りを扱う企業であった。1997年10月「クラヤ薬品株式会社」に合併される。現在は、メディセオ・パルタックホールディングスグループの一社「クラヤ三星堂」である。

## 概要
- 「河合薬品」は1892年に河合操が「資生堂河合薬輔」を開業した。1936年、2代目社長の河合平輔が「合資会社河合商会」を設立、薬局経営と医家卸を開始。1952年、別会社の「河合薬品」を設立し農薬・工業用薬品・動物薬品部門を開設する。「合資会社河合商会」は、医療用医薬品・一般用医薬品の卸を主体とすることになる。1962年、両社を合併させ「河合薬品」に統合する。
- 「河合晃商会」は、飯田市に江戸末期に初代河合平太郎が久町に漢方薬卸小売の「河合薬輔」を創業。1921年「河合薬局」を開局し卸と小売と配置薬製造する。1952年「株式会社河合晃商店」を設立。創業母体を「カワイ薬局」として継続。1966年卸部門を飯田市に移転。1966年「松本営業所」1969年「下諏訪営業所」を開設
- 1971年「河合薬品」と「河合晃商店」とが対等合併し「カワイ株式会社」を設立
- 1971年「松本営業所」、1973年「上田営業所」を新築移転。1975年「大和屋薬店」の農業部門を譲受、1984年「佐久営業所」「諏訪営業所」を新築移転する。

## 会社概要
- 設立:1952年5月31日　設立
- 代表者:河合晃（代表取締役社長）

## 沿革
- 1952年5月31日 - 上田市に河合薬品株式会社を設立。
- 1955年 - 「長野営業所」開設。
- 1964年 - 「松本営業所」開設。
- 1966年 - 河合清が代表取締役社長に就任。
- 1968年 - 「佐久営業所」開設。
- 1970年 - 「株式会社山岸薬品商会」の卸部門を合併。
- 1970年 - 本社を長野市に移転。
- 1971年4月 - 「株式会社河合晃商店」と対等合併し、資本金5,000万円で「カワイ株式会社」に商号変更。
- 1975年 - 「大和屋薬店」の農業部門を譲受。
- 1997年10月 - 「クラヤ薬品株式会社」に合併される。

## 主な取引メーカー
- 武田薬品
- 藤沢薬品
- エーザイ
- 第一製薬
- 山之内製薬
- 日本新薬
- 鳥居薬品

## 営業所
- 長野県:長野市・上田市・松本市・諏訪郡・伊那市・飯田市